# St. Bonifatius (Herne)

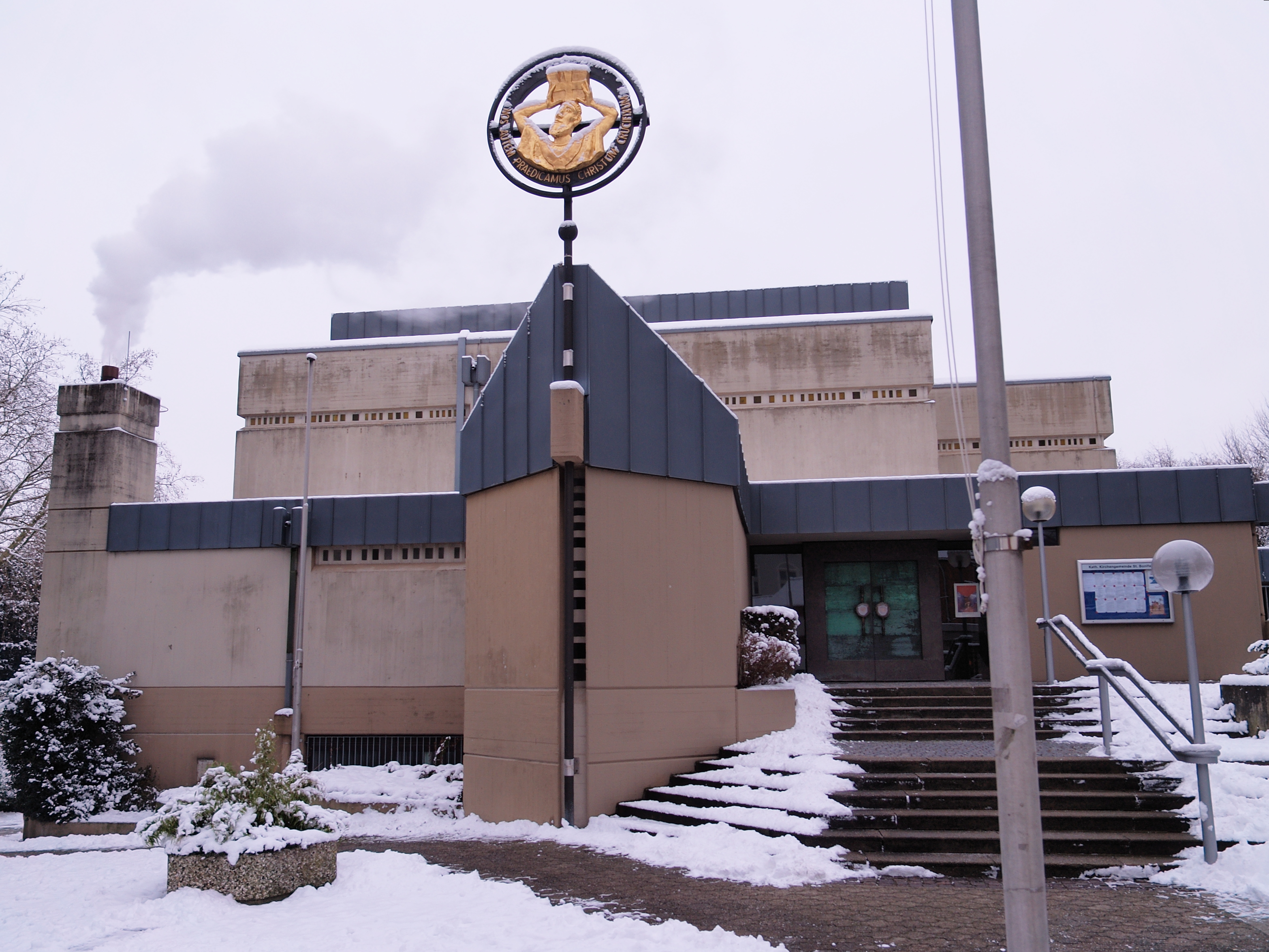
Eingangsseite der neuen Bonifatiuskirche

Statue des Heiligen Bonifatius am Kircheneingang

Oben der Kirchenraum, unten Gemeinderäume

Der Turm von 1889, Baudenkmal in Herne

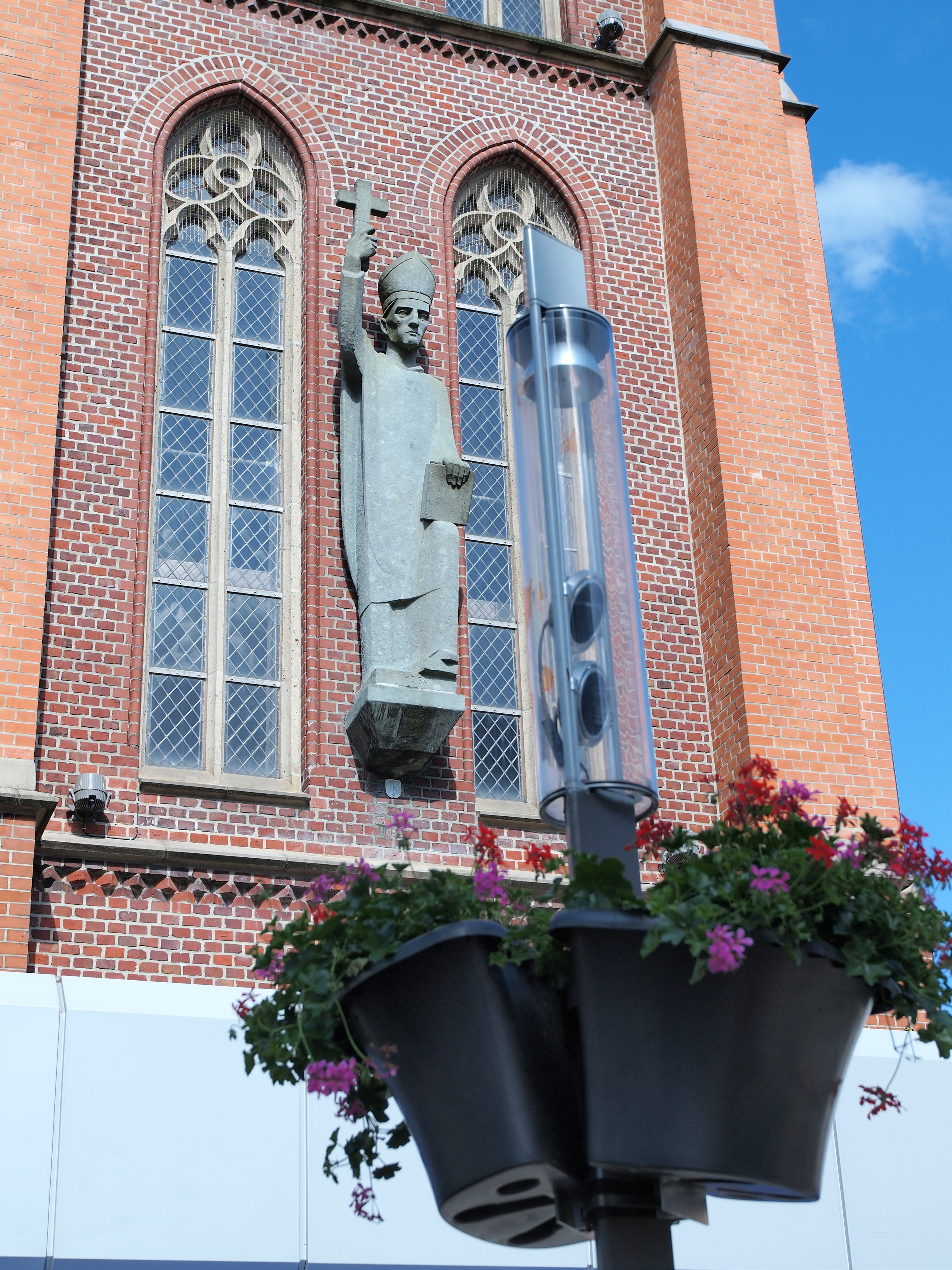
Bonifatiusstatue von 1954

Die St.-Bonifatius-Kirche ist eine katholische Pfarrkirche im Stadtzentrum von Herne. Im ursprünglich ländlichen und seit der Reformation evangelischen Herne war sie infolge der Industrialisierung Urkirche der katholischen Neugründung. Heute ist sie Pfarr- und Gemeindekirche der St. Dionysius-Gemeinde des Dekanates Emschertal im Erzbistum Paderborn.

## Gemeinde-, Baugeschichte und Bauwerk
Seit 1851 siedelten sich in Herne erstmals seit der Reformation wieder katholische Familien an. Am 31. Oktober 1858 wurde hier der erste katholische Gottesdienst in einem angemieteten Haus durch den Eickeler Dechanten Schrepping gefeiert. Herne wurde in dieser Zeit von St. Marien durch einen Missions- und Schulvikar verwaltet. 1860 eröffnet eine katholische Privatschule und eine Notkirche wurde aus Spenden der katholischen Bewohner in Riemke erbaut. Die Pfarrei St. Bonifatius wurde am 19. Januar 1862 als Missionspfarrei begründet, auf die Mission verweist auch ihr Patrozinium. Bereits 1865 wurde der erste katholische Friedhof eingeweiht (heute steht an der Stelle der Kindergarten der Gemeinde).
1870 konnte die Missionspfarrei an der Bahnhofstraße, der heutigen Fußgängerzone, ein geeignetes Grundstück erwerben. In einem ersten Bauabschnitt wurden 1872 bis 1874 das Langhaus (Grundsteinlegung am 22. Mai 1873) und der Chor der Pfarrkirche direkt an der Bahnhofstraße errichtet (Bauabnahme am 14. Mai 1874). Die Konsekration erfolgte am 8. Oktober 1886 durch den damaligen Bischof von Fulda, Georg von Kopp, wobei die Missionspfarrei Herne zu einer eigenständigen Pfarrei erhoben wurde. In einem zweiten Bauabschnitt, bei dem auch der markante Turm entstand, wurde die Pfarrkirche in den Jahren 1888 bis 1889 vollendet. Architekt des Gesamtbaues war Gerhard August Fischer, der für die Rekonstruktion von Schloss Burg verantwortlich war. Seit ihrer Errichtung hatte die Kirche mit starken Bergsenkungen zu kämpfen, die es bereits um 1890 notwendig machten, Stahlverstrebungen von Pfeiler zu Pfeiler zu ziehen, um dem Bau Halt zu geben.
Der heutige Kirchbau entstand in den Jahren 1973 bis 1974 hinter der alten Kirche. Der obere Teil des Gebäudes wird als eigentliche Kirche, der untere Teil als Gemeindezentrum und Jugendheim genutzt. Die alte Kirche wurde daraufhin abgerissen. Erhalten blieb der Kirchturm, der unter Denkmalschutz steht und in eine Ladenzeile integriert wurde. Durch den Standort des ehemaligen Kirchenschiffs führt heute die Zuwegung von der Herner Bahnhofstraße zum neuen Gebäude.

## Innenraum
Das erste Konzept der Kirche als Forumskirche wurde durch eine quadratisch offene Bauausführung mit abgesenkten Altarbereich und stufenförmiger Anordnung der Sitzplätze erreicht. Die Beleuchtungskörper waren Straßenlaternen nachempfunden. Einziger Schmuck der Altarwand war eine Kreuzblume. Auffallende Fenster sind nicht vorhanden. Die Nüchternheit dieses Konzepts wurde durch die später ausgeführten Kunstwerke und Umbauten abgeschwächt.
Betritt man unter der Figur des Heiligen Bonifatius die Kirche, gelangt man nicht direkt in den sakralen Raum, sondern in einen abgeschlossenen Vorraum. Der Weg leitet den Besucher vorbei an einer großen Rosenplastik mit dem Symbol des „Ecksteins“ als Mitte. Der Kirchenraum selbst lebt von dem 1978 geschaffenen Mosaikfries der Benediktinerin Schwester Erentrud Trost aus Varensell. Unter dem Motiv „Gottes Geschichte mit den Menschen“ werden Szenen aus dem Alten und Neuen Testament sowie aus dem Leben des Heiligen Bonifatius dargestellt. Auffallend sind die Orgel und der freistehende Tabernakel.
Einige Einrichtungsgegenstände aus der alten Kirche wurden in den Neubau eingebunden, so der Kreuzweg und der Hochaltar als Wandinstallationen.
Die Krippe stammt aus dem Jahr 1976, wurde 2003 überarbeitet und neu gestaltet. Sie präsentiert sich vom ersten Adventssonntag bis Lichtmess in mehreren den Erzählungen angepassten Szenen.

## Kunstwerke
Zur 1200-Jahr-Feier zum Tode des heiligen Bonifatius im Jahr 1954 wurde von der Gemeinde eine 3 Meter große Statue aus Anröchter Stein vom Bildhauer Hubert Hartmann gestiftet, welche sich auf einer Plinthe stehend zwischen zwei Fenstern des Kirchturms befinden.

## Orgel
Die Orgel der alten Bonifatius-Kirche stammte vom Orgelbauer Karl Kemper, Inhaber der damaligen Orgelbaufirma Emanuel Kemper & Sohn, aus dem Jahr 1948 und wurde in seiner technischen Substanz größtenteils in den Kirchenneubau übernommen. 1975 errichtete die Firma S. Sauer ein neues Werk, das 1983 einige Änderungen in der Disposition erfuhr. Diese heutige Orgel verfügt über 58 Register, die auf vier Manuale und Pedal verteilt sind.

## Glocken
Die sechs Glocken haben die Tonfolge a°-h°-cis’-e’-fis’-a’ und wurden 1954 beim Bochumer Verein gegossen. Die Glocken sind Christus (a°) geweiht, sowie St. Bonifatius (h°), St. Marien (cis’), St. Josef (e’), St. Dionysius (fis’) und St. Barbara (a’) gewidmet.

## Geistliche (Auswahl)
| Amtszeit              | Name                          | Lebensdaten                                                                | Anmerkungen |
| --------------------- | ----------------------------- | -------------------------------------------------------------------------- | --- |
| 1859–1862             | Vikar Schmelzer               |                                                                            | Missions- und Schulvikar |
| 1862–1873             | Pfarrer Otto Schwartz         | * 24. April 1836 in Arolsen; † 23. September 1873 Herne                    | Priesterweihe am 18. August 1859 in Paderborn, Seit dem 29. April 1862 Missionspfarrer der Missionspfarrei Herne |
| 1873/1887–1892        | Pfarrer Gerhard Strickmann    | * 7. März 1844 in Herzebrock, † 17. Juni 1892 Herne                        | Priesterweihe am 21. März 1871 in Paderborn, seit 1872 Pfarrvikar der Missionspfarrei und erster Pfarrer der eigenständigen Gemeinde. Während des Kulturkampfes entzug der Pfarrstelle und Ausweisung aus dem Regierungsbezirk Arnsberg. Er nahm in Recklinghausen-Süd seine Wohnung, konnte 1876 zurückkehren aber erst ab 1880 wieder vollständig amtieren.  |
| 1892–1924             | Franz Schäfer                 | * 22. Mai 1848 Olpe                                                        | Priesterweihe am 21. März 1874 in Paderborn. Seminarpriester und Kaplan in Thieringhausen und Detmold. Seit dem 20. Oktober 1892 in Herne tätig, Dechant des Dekanates Herne. |
| 1924–1947             | Heinrich Wüseke               | * 14. August 1875 Paderborn, † 27. April 1947 Herne                        | Priesterweihe am 30. März 1900, Vikariat in Hagen (1900–1903), Iserlohn (1903–1917) und Pfarrer in Detmold (1917–1924), Geistlicher Rat. |
| 1947–1969             | Aloys Deppe                   | * 21. Februar 1900 Gütersloh, † 7. April 1991 Langenberg (Kreis Gütersloh) | Priesterweihe am 20. März 1926, 1936–1941 Pfarrer in Krombach, 1949–1969 Dechant des Dekanates Herne, Ehrendechant und Geistlicher Rat. Ab 1969 Subsidiar in der Liebfrauengemeinde in Gütersloh. |
| 1969–1983             | Theodor Villis                | * 10. April 1913 in Gelsenkirchen, † 29. April 2009 in Essen-Heisingen     | Priesterweihe am 2. April 1938 in Paderborn, 1941–1949 Pfarrvikar zu St. Konrad (Herne-Süd), 1956–1969 Pfarrer in St. Joseph Siegen-Weidenau, Geistlicher Rat. |
| 1983–1999             | Pfarrer Hermann Josef Klöpper | * 2. Juni 1933 Dortmund                                                    | 27. Mai 1958 Priesterweihe, Militärseelsorger u. a. in Augustdorf von 1969 bis 1972, Geistlicher Rat, Dechant des Dekanates Herne von 1989 bis 1997, zuletzt Subsidiar zu St. Johannes Baptist Stukenbrock. Lebt in Paderborn. |
| 1999–2016             | Pfarrer Christian Gröne       | (* 1962 Bodelschwingh)                                                     | 1988 Priesterweihe, Vikar in Arnsberg und Fröndenberg-Langschede. Schulseelsorger und Religionslehrer in Dortmund. Pfarrvikar in Iserlohn, seit 1999 Pfarrer und zugleich Pfarradministrator von St. Elisabeth (Herne) und St. Marien (Herne-Baukau) (2014). Leiter des Pastoralverbundes Herne Mitte und von Juni 2010–2016 Dechant des Dekanates Emschertal. |
| 2017–29. Februar 2024 | Pfarrer Georg Birwer          | (* 1959 Dortmund)                                                          | Pfarrer von St. Dionysius Herne |
| 2024-                 | Dr. Nils Petrat               |                                                                            | 2023 Pastor in St. Dionysius, ab 1. März 2024 Pfarrer. |